# Theodor Rădulescu
Theodor Rădulescu, conosciuto erroneamente anche come Teodor Rădulescu (13 agosto 1933 – 12 gennaio 2011), è stato un rugbista a 15 e allenatore di rugby a 15 rumeno.

## Biografia
Theodor Rădulescu è stato uno degli allenatori rumeni più titolati. Il suo debutto nel rugby lo ha fatto nel 1948, esordendo nel campionato scolastico, per poi giocare a livello Juniores con il club PTT Locomotiva dal 1949 al 1952.
Nel 1952 pratica sia il rugby sia la pallamano nelle unità militari.
Nel 1954 viene trasferito a Bucarest, passando al club Builder fino al 1959, quando passa al Griviţa Rosie. Qui si afferma come giocatore, rimanendo tra le file del club fino al 1968 e conquistando quattro titoli nazionali e un titolo di Campione europeo nel 1964.
Nel 1955 viene selezionato con la Nazionale rumena, dove milita per nove anni giocando 13 partite ufficiali (18 in totale) a livello internazionale.
Nel 1964 inizia la professione di allenatore all'interno del suo club, occupandosi delle squadre minori fino al 1970. Poi fino al 1973 allena il Știința Petroșani dando alla Nazionale 6 giocatori. Dopodiché un'esperienza allo Sportul di Bucarest prima di svolgere un incarico federale dal 1979 al 1982.
Terminata l'esperienza con la Federazione rumena, nel 1982 è alla guida tecnica della Steaua, dove in otto anni porta al club ben sei titoli nazionali e offrendo numerosi atleti alla Nazionale.
Nel 1969 è l'allenatore della Nazionale Juniores che si classifica al 3º posto nella Coppa delle Nazioni.
Mentre nelle stagioni sportive 1970-1973, 1979-1981, 1985-1987, 1989-1991 e 1992-1995 è alla giuda della Nazionale maggiore, con la quale ottiene alcuni risultati storici per il rugby rumeno: due vittorie contro Francia, di cui una ad Auch, due contro il Galles, di cui una al Millennium Stadium di Cardiff, e una contro la Scozia.
Nal 1991 è stato nominato FRR Coach for Seniors e ha contribuito nella qualificazione della Romania alla Coppa del Mondo 1991 e 1995 in Francia e Sudafrica.
Allo stesso tempo, terminata l'attività di allenatore, ha contribuito per formare e far avanzare di livello gli allenatori Juniores, A a B, ricevendo richieste anche dalla Federazione francese.
È stato un membro del Federal Bureau e presidente della Commissione tecnica degli allenatori.
In Italia è stato l'allenatore dell'Arix Viadana, portando lo spirito di disciplina e di abnegazione necessari per formare una squadra competitiva e, nei tre anni in cui operò a Viadana sfiorò la promozione in Serie A1.
Tra il 2000 e il 2005 è stato consulente per il minirugby della FRR..

## Palmarès

### Giocatore
- Campionati rumeni: 4
Griviţa: 1960, 1962, 1966, 1967
- Coppa dei Campioni FIRA: 1
Griviţa: 1964

### Allenatore
- Campionati rumeni: 6
Steaua: 1982-83, 1983-84, 1984-85, 1986-87, 1987-88, 1988-89